# Moartea lui Kelsey Briggs
Kelsey Shelton Smith-Briggs (28 decembrie 2002 - 11 octombrie 2005) este o victimă a abuzului asupra copiilor. Ea a murit în casa mamei ei biologice Raye Dawn Smith și a tatălui ei vitreg Michael Lee Porter. Moartea copilului a fost declarată crimă. Kelsey a fost „îndeaproape” supravegheată de Departamentul pentru Drepturile Omului din Oklahoma; Departamentul de Servicii Umane din Oklahoma (OKDHS) din ianuarie 2005 până la moarte.

## Nașterea și copilăria timpurie
Kelsey s-a născut pe 28 decembrie 2002 în Oklahoma City . S-a născut după ce părinții ei au divorțat. Fata a fost crescută de mama ei care a păstrat legătura cu familia din partea tatălui ei biologic. Primii doi ani de viață ai lui Kelsey au fost fără evenimente. Până în ianuarie 2005, nu au fost raportate autorităților semne de violență împotriva fetei și nici nu au fost observate semne de violență de către alți membri ai familiei.

## Violență
Din ianuarie 2005 până la sfârșit, incidente de violență împotriva lui Kelsey au fost raportate și documentate. Rănile documentate suferite de fată ca urmare a violenței includ o claviculă ruptă, ambele membre inferioare rupte și multe vânătăi și zgârieturi pe toată fața și corpul ei. La 17 ianuarie 2005 Departamentul de Servicii Umane din Oklahoma (OKDHS) a confirmat oficial primul caz de violență împotriva lui Kelsey, după ce o fată a fost adusă la camera de urgență locală cu o claviculă ruptă, vânătăi și zgârieturi pe partea inferioară a spatelui, fese și coapse. În 3 aprilie 2005 Kelsey avea ambele picioare rupte. Experții medicali au ajuns la concluzia că copilul a suferit fracturi violente în spirală în mai multe locuri. În urma acestui incident, Kelsey a fost scoasă din grija mamei sale de către OKDHS de stat, cu toate acestea, pe 15 iunie 2005, prin ordinul judecătorului de district Craig Keya, a fost returnată la casa mamei ei biologice, deși nu a fost sfătuită de OKDHS. Judecătorul a spus că autorul violenței împotriva lui Kelsey este „necunoscut”.

## Moarte
Kelsey Shelton Smith-Briggs a murit pe 11 octombrie 2005 la casa mamei ei, Raye Dawn Smith și a tatălui ei vitreg, Michael Lee Porter, în Meeker, Oklahoma. Moartea a fost rezultatul unei omucideri și a provenit dintr-un traumatism abdominal contondent.

## Propoziție și propoziție
Michael Lee Porter (tatăl vitreg) a fost acuzat de agresiune sexuală și crimă de gradul I. În 25 februarie 2007, el a pledat vinovat și a fost condamnat la 34 de ani de închisoare.
Raye Dawn Smith (mamă biologică) a fost acuzată de săvârșirea de acte de violență și abuz asupra copiilor la 18 iulie 2007, condamnată la 27 de ani de închisoare.

## Reforma legii cu privire la protecția copiilor
În martie 2006, legislatura din Oklahoma a adoptat o reformă a Legii de reformă a protecției copilului Kelsey Smith-Briggs pentru a proteja copiii, reforma instanței, OKDHS și cum și tratarea cazurilor de abuz și neglijare a copiilor.

## linkuri externe
- Kelsey Briggs Story on You Tube
- Snopes.com Kelsey Briggs